# مانويل رودريغيز
مانويل رودريغيز (بالإسبانية: Manuel Rodríguez Araneda)‏ (18 يناير 1938 سانتياغو تشيلي - 26 سبتمبر 2018) هو لاعب كرة قدم تشيلي يلعب كمدافع، شارك في كأس العالم لكرة القدم 1962.

## روابط خارجية
- مانويل رودريغيز على موقع الاتحاد الدولي (مؤرشف)  (الإنجليزية)
- مانويل رودريغيز على موقع قاعدة بيانات كرة القدم.إي يو (الإنجليزية)
- مانويل رودريغيز على موقع ناشيونال فوتبول تيمز (الإنجليزية)
- مانويل رودريغيز على موقع عالم كرة القدم.نت (الإنجليزية)